# 库皮亚克
库皮亚克（法語：Coupiac，法語發音：[kupjak]）是法国阿韦龙省的一个市镇，属于米约区。

## 地理
库皮亚克（43°57'13"N, 2°34'55"E）面积24.72 平方千米，位于法国奧克西塔尼大區阿韦龙省，该省份为法国南部内陆省份，位于法國中央高原南部，北起顺时针与康塔爾省、洛泽尔省、加尔省、埃罗省、塔恩省、塔恩-加龙省和洛特省接壤。
与库皮亚克接壤的市镇（或旧市镇、城区）包括：朗斯河畔巴拉吉耶、索拉日堡、布拉斯克、马尔特兰、蒙克拉尔、普莱桑斯、朗斯河畔圣塞尔南。

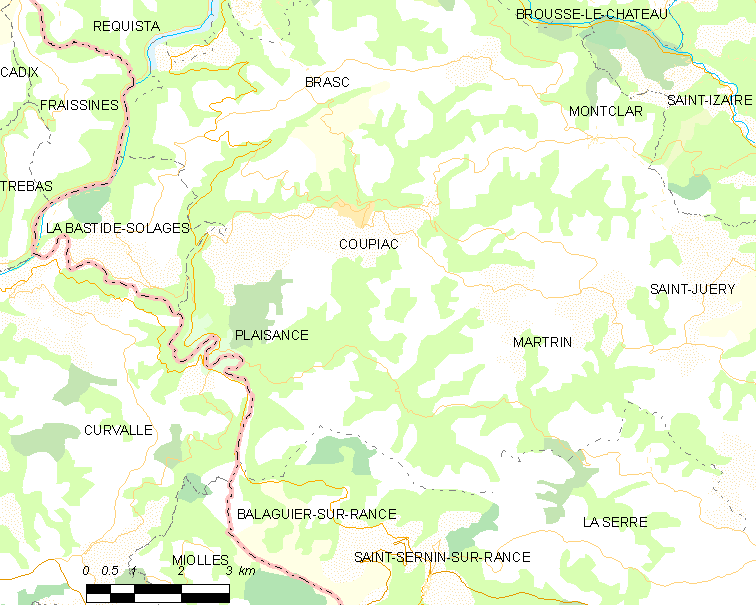
库皮亚克的OSM定位图

库皮亚克的时区为UTC+01:00、UTC+02:00（夏令时）。

## 行政
库皮亚克的邮政编码为12550，INSEE市镇编码为12080。

## 政治
库皮亚克所属的省级选区为科斯-鲁日耶县。

## 人口

1962-2008年间库皮亚克人口变化图示

库皮亚克于2022年1月1日时的人口数量为358人。